# Rodrigo Ibáñez
Rodrigo Ibáñez (falecido em 1º de março de 1335) foi um prelado católico romano que serviu como bispo de Tui de 1326 a 1335 e bispo de Lugo de 1319 a 1320.